# Chevigny (Jura)
Chevigny – miejscowość i gmina we Francji, w regionie Burgundia-Franche-Comté, w departamencie Jura.
Według danych na rok 1990 gminę zamieszkiwało 198 osób, a gęstość zaludnienia wynosiła 26 osób/km² (wśród 1786 gmin Franche-Comté Chevigny plasuje się na 547. miejscu pod względem liczby ludności, natomiast pod względem powierzchni na miejscu 599.).